# Crown Point (Oregon)

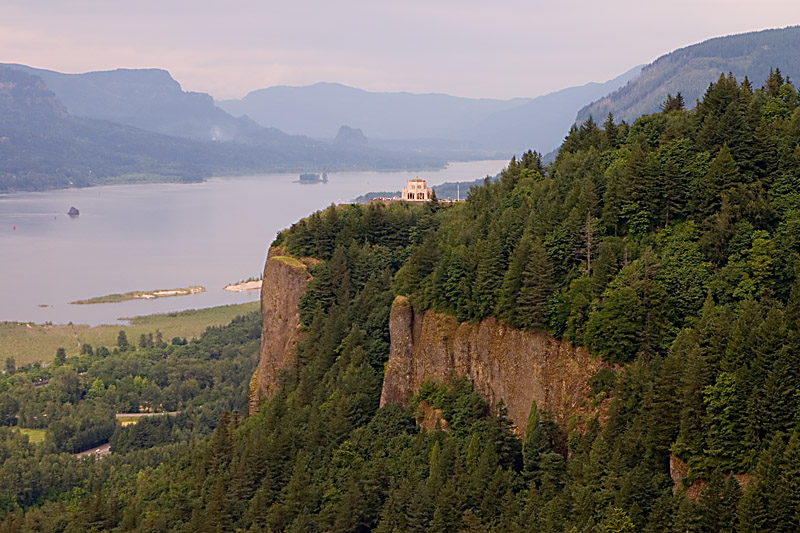
Crown Point gezien vanaf Chanticleer Point

Crown Point is een klif in de kloof van de Columbiarivier en een park in Oregon.

## Klif
De kaap ligt ongeveer 25 kilometer ten oosten van de stad Portland in het oosten van Multnomah County. Crown Point is 223 meter hoog en vanaf de kaap heeft de bezoeker een mooi uitzicht over de kloof en de Columbiarivier. De kaap werd zo’n 14 tot 17 miljoen jaar geleden gevormd na een vulkaanuitbarsting en lava dat naar de rivier is gestroomd. Crown Point is een beschermd gebied en werd uitgeroepen tot een National Natural Landmark in 1971.

## Vista House

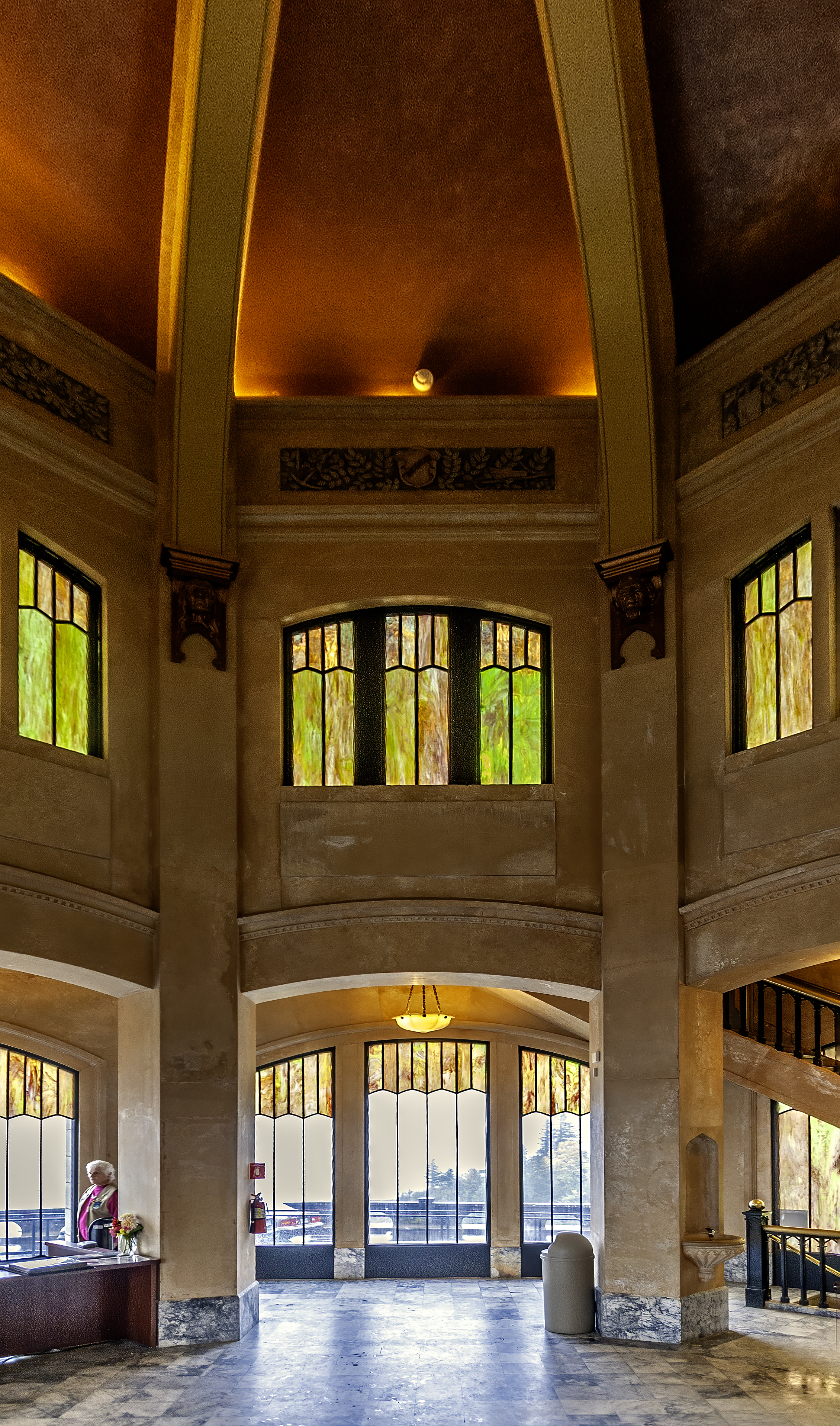
Interieur Vista House

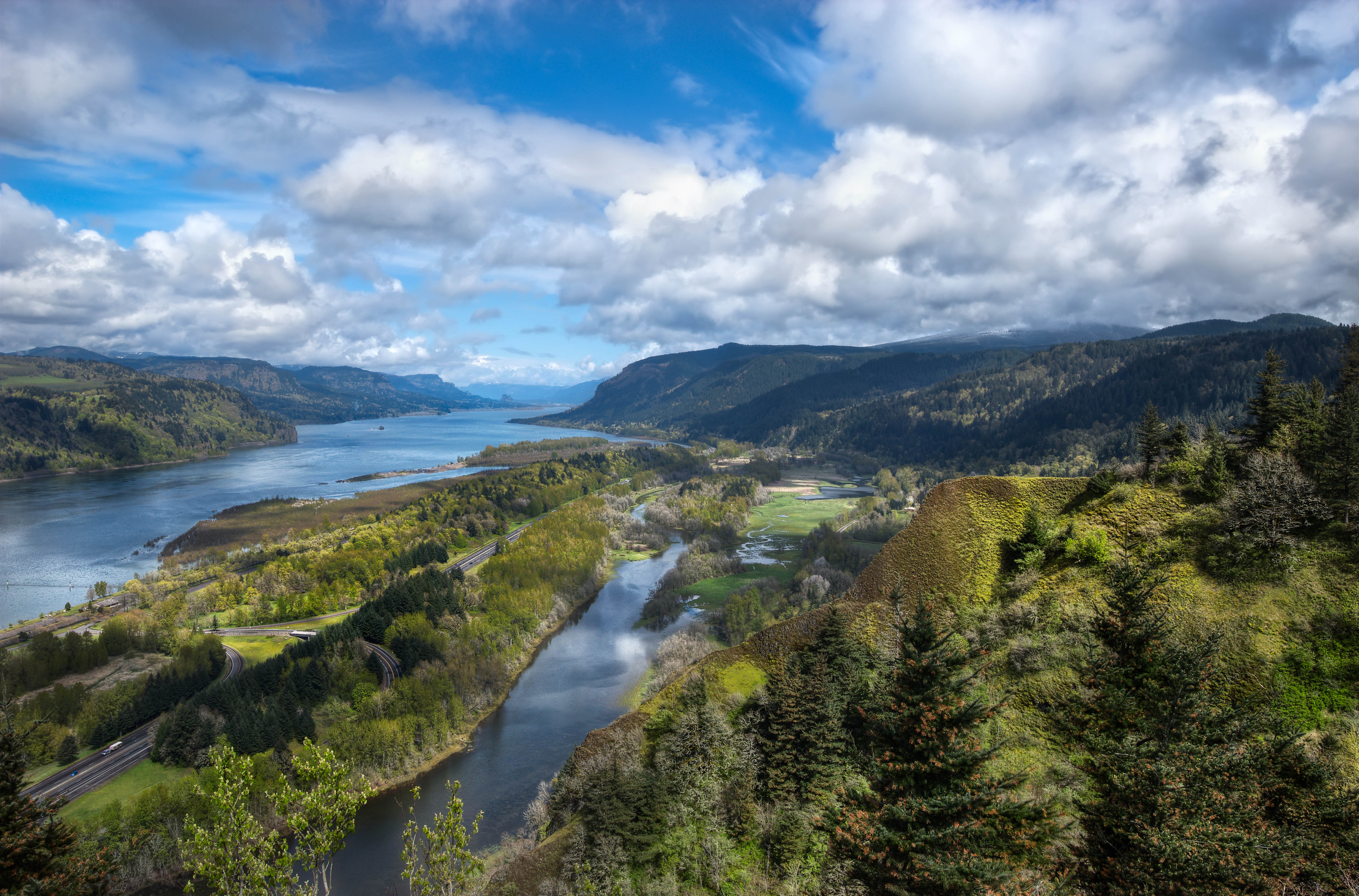
Uitzicht vanaf Crown Point

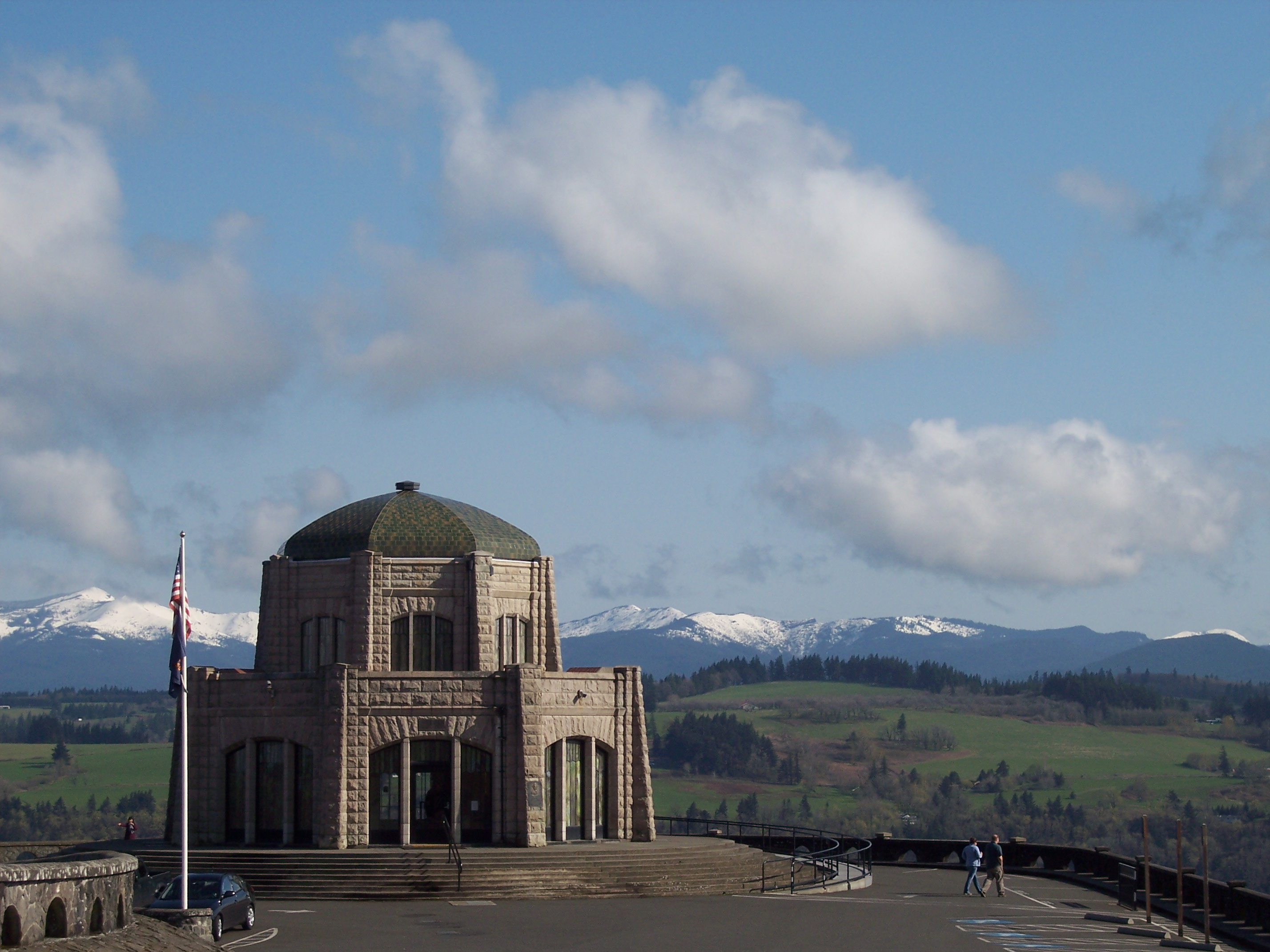
Crown Point Vista House

Aan het begin van de 20e eeuw werd jaren gewerkt aan de Columbia River Highway langs de zuidoever van de Columbia. Op 6 juni 1916 werd de weg officieel geopend op Crown Point. Bovenop Crown Point staat Vista House. Samual Lancaster, verantwoordelijk voor de bouw van de Columbia River Highway kwam met het idee. In zijn voorstel schreef hij: "an observatory from which the view both up and down the Columbia could be viewed in silent communion with the infinite".
In 1916 werd met de bouw begonnen en op 5 mei in 1918 was het klaar.
Architect Edgar M. Lazarus werd gevraagd voor het ontwerp. Het gebouw met jugendstil kenmerken bestaat uit twee op elkaar geplaatste octogonen en is 17 meter (55 voet) hoog. Het onderste deel heeft een diameter van 20 meter (64 voet) en het bovenste heeft een kleinere diameter. Op het dak van het onderste deel en geheel rondom het bovenste deel is een bezoekersplatform. De bouw heeft ongeveer $ 100.000 gekost. De overheid stelde geen geld beschikbaar waardoor de financiering afhankelijk was van giften. Het publiek was niet erg gul en slechts $ 4.000 werd ingezameld. Multnomah County besloot de rest van het geld beschikbaar te stellen.
Per jaar telt het gebouw ongeveer 1 miljoen bezoekers. In 1971 is Vista House opgenomen in het National Register of Historic Places.